# Matthäus Ludecus

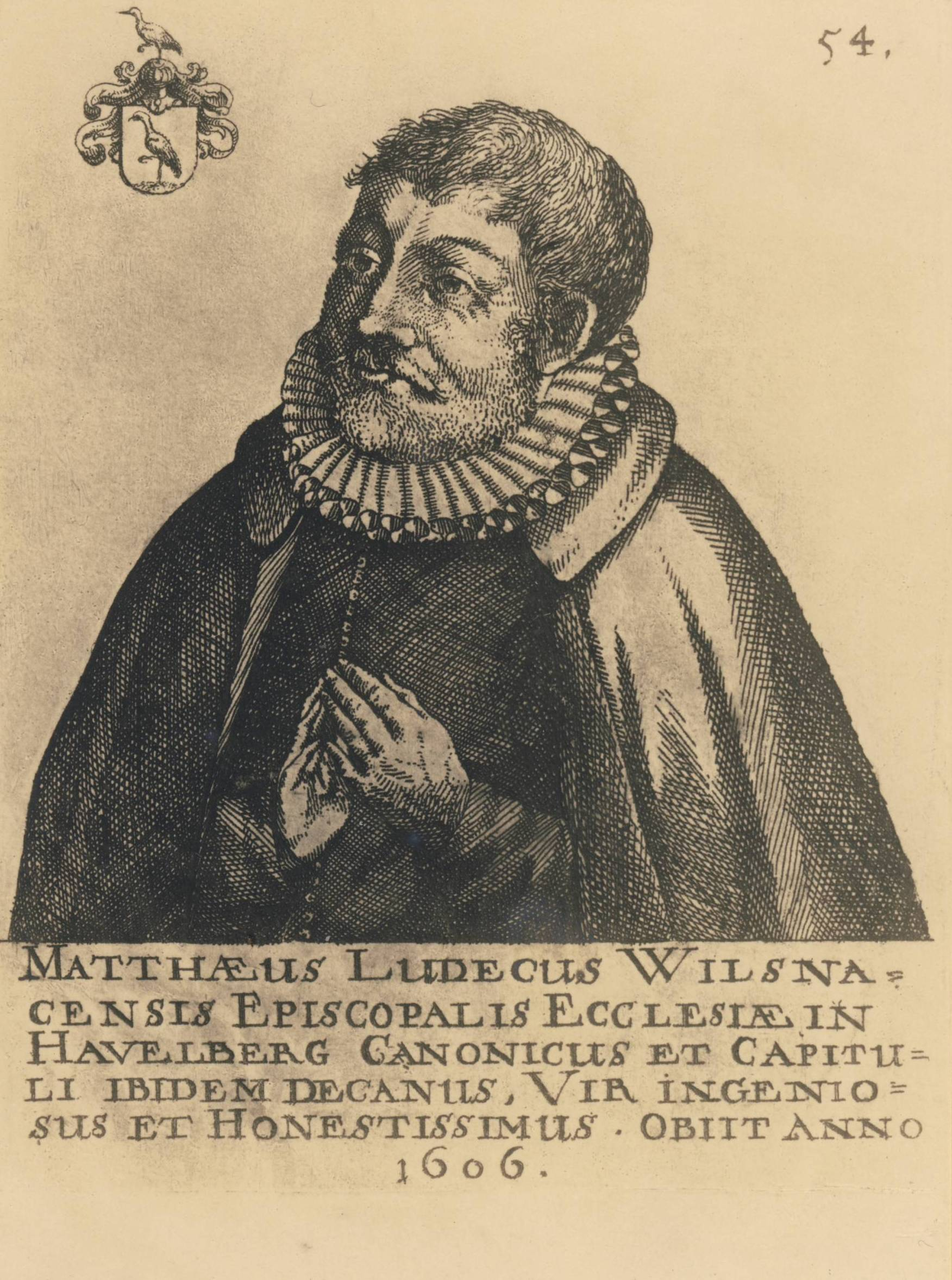
Domherr in Havelberg

Matthäus Ludecus (latinisiert aus Lüdke, Lütke, auch Luidtke oder Lüdecke, * 21. September 1517 in Wilsnack; † 12. November 1606 in Havelberg) war ein deutscher Jurist. Als Domdechant am Havelberger Dom vollendete er die Reformation des Domkapitels.

## Lebenslauf und Tätigkeit
Ludecus war der älteste Sohn von Anna Dick und Matthæus Lüdecke. Seine Kindheit und Jugend verbrachte er in Wilsnack. Mit 22 Jahren ging er zur Ausbildung nach Perleberg, Pritzwalk, Salzwedel und Wittstock. Der Bischof von Havelberg Busso X. von Alvensleben sorgte für eine Anstellung bei seinen Vettern als Hofmeister, zugleich wartete Ludecus in der bischöflichen Kanzlei auf. Als der Bischof 1548 starb, ging Ludecus zum Studium an die Universität Frankfurt/Oder. Ostern 1550 wurde er von Curdt von Rohr, dem Hauptmann der Prignitz und des Landes Ruppin, als Schreiber angestellt. Bei von Rohr arbeitete er vier Jahre „unnd in solcher Zeit hat er viel Mühe und Unlust/ mit reiten unnd schreiben/ bey Tag unnd Nacht gehabt.“ Von der Stadt Lüneburg erhielt er durch Fürsprache von Rohrs eine Anstellung als Geheimsekretär mit einem Stipendium von 50 Talern jährlich, damit er zunächst seine juristische Ausbildung fortsetzen konnte. Hauptmann von Rohr sorgte gleichzeitig dafür, dass der Kurfürst und Markgraf von Brandenburg, Joachim II., Ludecus eine frei werdende Stelle am Dom von Havelberg als Domherr (Canonicus) versprach. Ludecus ging also zum Studium nach Frankfurt. Er hatte sich dort kaum eingerichtet, da starb in Havelberg der Domherr Conradus Schollene. Matthäus begab sich nach Havelberg und wurde am 30. Mai 1554 vom Domkapitel als Nachfolger angenommen, eingesetzt und erhielt eine Pfründe. Der Kurfürst von Brandenburg Joachim II. hatte im Kurfürstentum Brandenburg im Jahr 1539 die Reformation eingeführt. Mit der Wahl von Petrus Conradi zum Dechanten durch das altgläubige Domkapitel in Havelberg im Jahr 1547 hatte die katholische Reaktion in den Gebieten, die der Herrschaft des Domkapitels unterstanden, begonnen. Als Domherr ging Ludecus erneut nach Frankfurt zum Studium. Eine Anstellung in Lüneburg schlug er aus. Er wollte sich nicht solange binden, wie verlangt wurde. Eine Anstellung bei der Stadt Prenzlow als Rechtsbeistand (Syndicus) nahm er 1556 an.
Als im Jahre 1560 sein „lieber und getrewe(r) Freund“ Joachim Karsted, der Kreiseinnehmer der Prignitz, starb, sorgte Hauptmann Curdt von Rohr dafür, dass Ludecus dieses Amt bekam. Ludecus gab nun sein Amt in Prenzlow auf und stand dem Amt als Kreiseinnehmer (Steuereinnehmer) 20 Jahre vor „nicht ohn schwere Müh/ Unlust und Arbeit“. Er war fleißig und man dankte ihm seine Bemühungen.
Der Dechant Petrus Conradi starb 1561. Das Kapitel erklärte sich gleich nach seinem Tod gegen die Fortdauer des katholischen Kultus. Dennoch wurde Hieronymus Woderich zum Dechant gewählt, obwohl er den katholischen Glauben nicht aufgegeben hatte.
1562 zog Ludecus wieder nach Havelberg, um sich seinem Amt als Domherr besser widmen zu können. Auch hier war er rastlos und leistete 44 Jahre lang gute Arbeit. Als Hieronymus Woderich starb, wurde Ludecus 1573 Domdechant in Havelberg. Er war der erste protestantische Domdekan. Am 28. September 1573 wurde er in sein Amt eingeführt. Er beendete noch viel „Bäpstische/ unnöhtige Ceremonien“ und setzte in diesem Amt behutsam reformatorische Akzente, so durch die Neufassung der Statuten des Domkapitels. Damit „dagegen Gottes Wort lauter und rein/ neben der Catechismuspredigt und heiligen Biblien getrieben werden möchte“, ließ er auf eigene Kosten eine Kanzel errichten. Er stiftete zusammen mit seinen Domherren die erste Domschule in Havelberg. Fast 33 Jahre blieb er Dechant und verwaltete das Amt mit Redlichkeit und Umsicht. „Trotz Ungunst/ Haß/ und Verfolgung von Feind und Freund trachtete er mit höchstem Fleiß danach, dass das Domkapitel in altem Stand und Würden bleiben und erhalten werden möchte“. Respekt- und ehrenvoll war der Umgang mit den Domherren, ebenso mit dem Rat der Stadt. Als er nach 20 Jahren das Steuereinnehmeramt der Prignitz abgeben wollte, drängte man ihn, die Oberaufsicht aber weiterhin auszuüben, was er dann auch bis zu seinem Tode geschah.
Er besuchte regelmäßig die Predigten und Gottesdienste, versäumte die Sitzungen der Domherren nicht und erfüllte treulich die Pflichten, selbst dann, wenn er „etwas schwach und unvermögens gewesen war, um kein schlechtes Beispiel zu geben“.

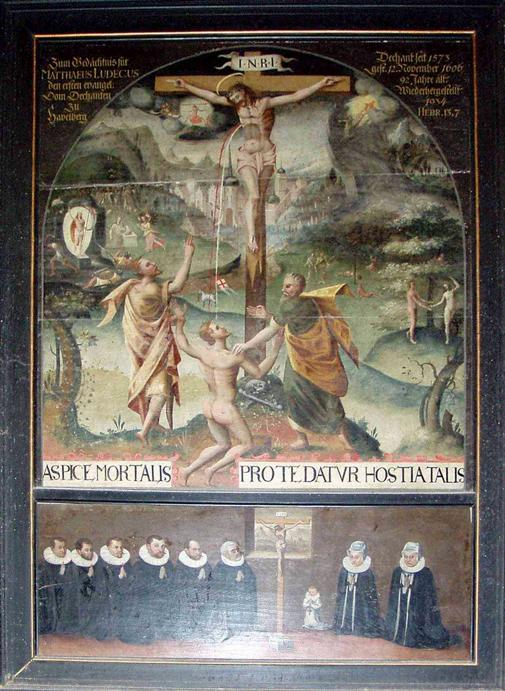
Epitaph im Dom zu Havelberg für Matthäus Ludecus

Auch als Historiker des Stifts und der Umwälzungen der Reformationszeit in der Prignitz ist Ludecus von Bedeutung, so etwa mit seiner reliquienkritischen Historie von der Erfindung, Wunderwerken und Zerstörung des vermeintlich heiligen Blutes zu Wilssnagk über das Hostienwunder in der Wunderblutkirche, die 1586 im Druck erschien. Eine angeblich blutenden Hostie wurde angebetet. Erst 1552 hatte der erste lutherische „Prädicant“ zu Wilsnack, Joachim Ellefeld, die „Abgötterei“ verbrannt. Im Dom zu Havelberg befindet sich in einer Seitenkapelle ein Bildepitaph des Matthäus Ludecus, das ihn unter dem Kreuz zeigt und eine Verknüpfung darstellt zwischen der privaten Verewigung des Verstorbenen mit dem Manifest der in seinen Schriften verkündigten Ansichten.
Vor allem aber zwei von ihm 1589 herausgegebene Bücher für die Liturgie im Dom, das Missale und das Vesperale und Matutinale, setzten Maßstäbe. Im Missale findet sich auch der Text des Quempas, eine frühneuzeitliche Zusammenstellung von zwei lateinischen Weihnachtsliedern.
Ludecus gab ferner 1589 zu Wittenberg ein großes Kirchengesangbuch heraus, dessen Liedgut noch heute in evangelischen Gesangbüchern zu finden ist.
Auf seinen Tod bereitete er sich sorgfältig vor. Morgens und abends hielt er Andacht. Sarg und Grabplatte ließ er selbst anfertigen. Ein Schriftstück, wie sein Körper nach seinem Tode zu kleiden und zu begraben war, führte er ständig bei sich, dazu ein Büchlein mit Sterbegedanken.
Mit hohem Alter schwand sein Augenlicht, er ließ sich daher von seinem Diener vorlesen, er litt unter „schwerer Leibsschwachheit und Kranckheit, seine Beine schwollen an und er hat auch grosse schmertzen daran gehabt/ welche er alle mit gedult erlitten“. Sein Zustand verschlechterte sich immer mehr, so dass er hat „weder füglich sitzen/ gehen oder ligen können“.
Am 12. November 1606 zwischen 11 und 12 Uhr entschlief er sanft in Gegenwart seiner Familie und etlicher Domherren. Die Trauergemeinde wünschte, „der Barmherzige Gott wolle ihme und allen Christgleubigen/ eine fröliche Aufferstehung am Jüngsten Tage/ zu dem ewigen und unaussprechlichen Himmelleben gnediglich verleihen“.
Der vorstehende Lebenslauf beruht im Wesentlichen auf der Leichenpredigt von Rheins. Mit freundlicher Genehmigung von Florian Seiffert wurde dessen Zusammenfassung teilweise wörtlich übernommen.
Nachfolger als Dechant in Havelberg wurde der Domherr Reimar von Karstedt, möglicherweise der Sohn des o. g. Joachim Karsted, nach dessen Tod im Jahre 1560 Ludecus Kreiseinnehmer der Prignitz geworden war.

## Familie

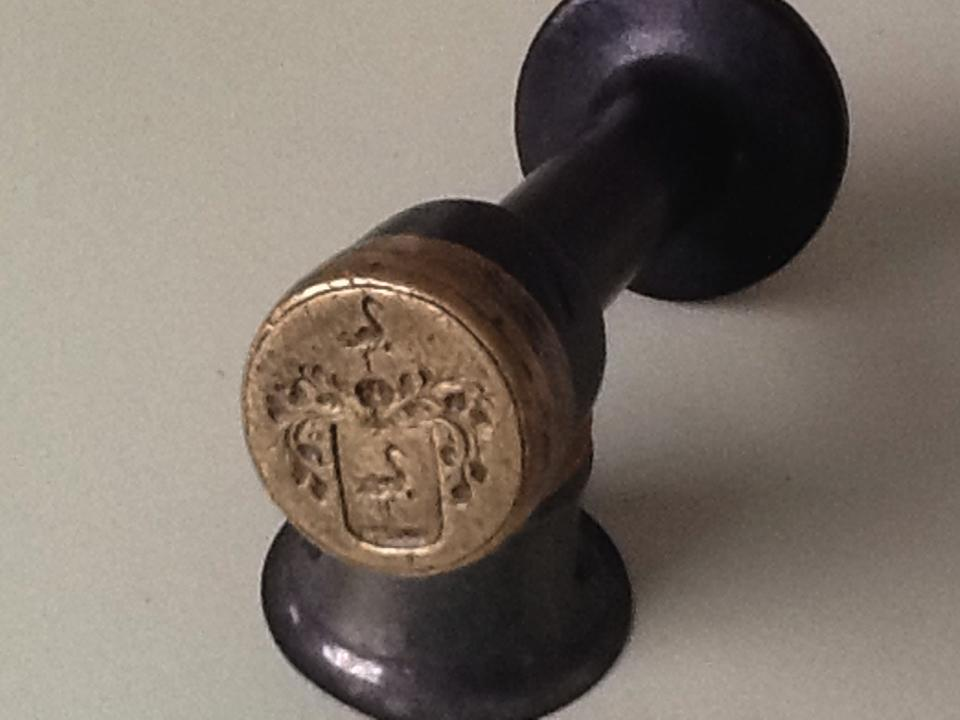
Petschaft der Familie Lüdke mit dem Kranich als Wappentier (ca. 1730)

Die Familie Luidtke (später Lüdke und Lütke) ist ein Beispiel für die engen verwandtschaftlichen Beziehungen mehrerer Familien (Schönebeck, Salzwedel, Prätorius, Luidtke) in der Altmark (Stendal, Havelberg) zu Beginn der Neuzeit. Matthäus Ludecus war Theologe der Reformation, der die Reformation als Domdechant in Havelburg durchsetzte, während sein direkter Nachkomme Friedrich Germanus Lüdke als bedeutender Theologe der Aufklärung dazu beitrug, die evangelisch-lutherische Kirche den Anforderungen der Neuzeit anzupassen.
Im Jahre 1558 heiratete Matthäus Ludecus in Perleberg Anna Daniels, die Tochter der Catharina Frick und des Perleberger Bürgers Henrich Daniels. Den beiden wurden fünf Söhne (Matthæus, Marcus, Lucas, Johannes, Ernestus) und zwei Töchter (Anna und Blandina) geschenkt. Die Eheleute erzogen ihre Kinder in „zucht und Erbarkeit“ und ließen es sich etwas kosten, ihre Söhne auf Universitäten zu schicken. Der älteste Sohn Matthæus wurde ebenfalls Domherr in Havelberg. Marcus und Johannes wurden Räte zu Perleberg und Havelberg. Ernestus starb während seines Studiums. Matthæus, Marcus und Blandina lebten noch, als 1606 der Vater Matthæus starb.

## Stiftungen
Ludecus förderte Studenten und hat „manchem armen Gesellen die hand gereichet/ und zum Studio etwas Hülffe gegeben“.
Er gründete zunächst eine Stiftung, damit in seiner Vaterstadt Wilsnack an seinem Geburtstag „12 armer Leute … gekleidet/ und mit Schuhen für und für versorget werden“. Die Stiftungsurkunde ist abgedruckt im Codex diplomaticus Brandenburgensis. Die Urkunde ist inzwischen restauriert worden.
Diese Stiftung war ausgestattet mit einem Kapital von 500 Reichstalern, das in einer Schuldverschreibung der Stadt Havelberg angelegt und die mit 5 % zu verzinsen war. Durch den Dreißigjährigen Krieg war die Stadt Havelberg praktisch pleite und man prozessierte noch bis 1681 vor dem Kammergericht um das Stiftungskapital. Es gelang, die Stiftung zu reanimieren. Für die Zeit von 1765 bis 1789 sind noch Abrechnungen erhalten. Weitere Angaben über diese Stiftung sind nicht mehr vorhanden.
Für Perleberg, die Heimatstadt seiner Frau, stiftete er eine jährliche Roggenspende, damit Studenten drei Jahre ihren Unterhalt an Universitäten bestreiten konnten. Die Stiftungsurkunde ist abgedruckt im Codex diplomaticus Brandenburgensis.
Diese Stiftung verlor durch die Inflationszeit nach dem Ersten Weltkrieg ihr Vermögen, sodass sie restlos vernichtet wurde, nachdem sie, wie auch andere Stiftungen, die nach der Reformation entstanden waren, jahrhundertelang segensreich gewirkt hatte.

## Familienname und Wappen
In dem Gedicht von Reineke Fuchs (Goethe) wird der Kranich als „Kranich Lütke“ bezeichnet. Dies ist wahrscheinlich der Ursprung des Familiennamens, wie z. B. bei anderen Familiennamen, die von Tiernamen hergeleitet werden (wie. z. B. Vogel, Hase, Strauß, Sperling usw.).

## Abstammungsliste
- Matthäus Ludecus (latinisiert aus Luidtke; 1517–1606), Jurist; Theologe, erster ev.-luth. Domdechant am Havelberger Dom
- Lucas Luidtke (ca. 1562–1596), Jurist und Domherr in Havelberg
- Germanus Luidtke (1592–1672), Jurist und Bürgermeister in Stendal, Verordneter der kurmärkischen Landschaft
- Christian Luidtke (1621–nach 1685), Jurist und Bürgermeister in Stendal
- Germanus Lüdke (1683–1735), Theologe, Erzdiakon im Dom zu Stendal
- Friedrich Germanus Lüdke (1730–1792), bedeutender deutscher evangelischer Theologe der Aufklärung.

## Familie Luidtke (Lüdke), Nachkommen
- Matthäus Ludecus (1517–1606), erster evangelischer Domherr am Stift zu Havelberg, der mit Anna Dannels verheiratet war,[14] ist Namensgeber der Familie und Urahn.
- Lucas Luidtke (ca. 1562–1596) Sohn des Matthäus Ludecus, war ebenfalls Jurist und Domherr in Havelberg. Er war verheiratet mit Catharina Hoffmeister, einer Enkeltochter des kurbrandenburgischen Kanzlers Johann Weinlob,[15] der die Neugestaltung der kirchlichen Verhältnisse nach der Reformation in Brandenburg entscheidend juristisch und verwaltungsmäßig gestaltet hat.
- Blandina Goldbeck geb. Luidtke (1574–1608), deutsche Hausfrau in der Hansestadt Werben (Elbe). Ehefrau des Christoph Goldbeck (1568–1621), Ratsherr in Werben und Erbsaß (Erbherr) auf Räbel und Berge (Ortsteile von Werben), der ihr ein Grabdenkmal des Werbener „Bildhauers und Zimmermann“ Hans Hacke stiftete.
- Germanus Luidtke (1592–1672), war gerade 4 Jahre alt, als sein Vater Lucas Luidtke verstarb. Sein Großvater Matthäus Ludecus und sein Stiefvater, der Bürgermeister von Stendal, Johann Salzwedel, sorgten für Erziehung und Studium. Germanus Luidtke wurde langjähriger Bürgermeister in Stendal während des Dreißigjährigen Krieges, als Stendal von den Schweden besetzt war, und Verordneter der kurmärkischen Landschaft. Er heiratete Anna Krahne, mit der er mehrere Kinder hatte.
- Adam Luidtke war der älteste Sohn des Germanus Luidtke. Seine Tochter Anna Luidtke heiratete etwa 1672 Johann Prätorius (Johann Schulze), den Pfarrherrn von Seitz und Winzelberg (1672–1677) und von Kloster Neuenfels (1677–1713).[16]
- Germanus Luidtke (Hofrat) war ebenfalls ein Sohn des Germanus Luidtke. Er war hochfürstlicher Brandenburgischer Hofrat und Geheimsekretär in Bayreuth.[15]
- Christian Luidtke (1621–nach 1685), war ebenfalls ein Sohn des Germanus Luidtke. Er war Ratsherr, Obersekretär und Bürgermeister (1685) in Stendal. Er heiratete 1668[17] Maria Hedwig Schönebeck, die Tochter des Kämmerers und Bürgermeisters der Stadt Stendal Benedikt Schönebeck.[18] Benedikt Schönebeck (* 1597, † 1665), ab 1626 mehrfach Bürgermeister in Stendal, war der Sohn des Bürgermeisters von Stendal und Stifters der noch heute bestehenden Schönebeck´schen Fundation, Bartholomäus Schönebeck (1548–1605), der 1581 die 16-jährige Margarethe Salzwedel, Tochter des Stendaler Bürgermeisters Johann Salzwedel, (Stiefvater von Germanus Luidtke) geheiratet hatte.
- Elisabeth Luidtke, stammte aus der späteren Ehe des Germanus Luidtke mit Elisabeth Lentin, der Witwe des kurfürstlich brandenburgischen Amtmanns zu Neuendorf, Heinrich Döhren, die den Altmärkischen Advokaten am Quartalsgericht und Liederdichter in Stendal, Christoph Praetorius[19][20], geheiratet hat[15]. Er ist nicht identisch mit Christoph Praetorius, der in Bunzlau geboren ist[21].
- Germanus Lüdke (1683–1735), Sohn des Christian Luidtke, studierte in Halle bei August Hermann Francke, war danach ab 1713 jüngster Diakon am Dom in Stendal und zuletzt Erzdiakon. Er wurde im Dom begraben. Sein Epitaph befindet sich im Stendaler Dom. Er war verheiratet mit Maria Elisabeth Otte,
- Friedrich Germanus Lüdke (1730–1792), Sohn des Germanus Lüdke, war geboren in Stendal und studierte wie sein Vater in Halle Theologie, wo er noch vom Hallischen Pietismus geprägt wurde. Nach seiner Zeit als Feldprediger im Siebenjährigen Krieg wurde er ein bedeutender Theologe der Aufklärung. Er war Verfasser vieler theologischer Schriften und Rezensionen und zuletzt Erzdiakon der Nicolaikirche in Berlin, wo er auch begraben wurde. Er war verheiratet mit Charlotte Luise Weissenberg.

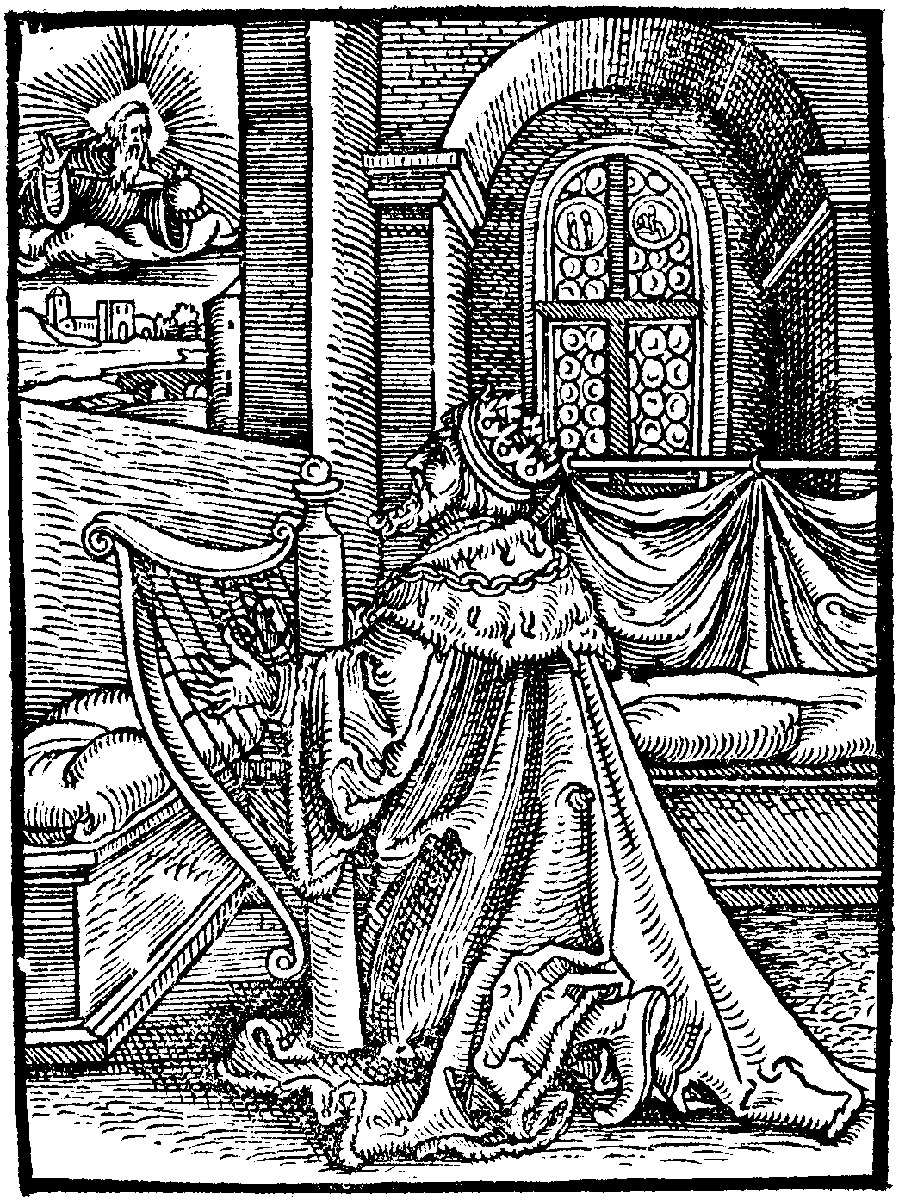
König David mit der Harfe, Holzschnitt aus Matthäus Ludecus (Lüdtke): Complet Gesang Simeonis des gerechten, Herr, nu lessestu deinen Diener im fride faren, Leipzig, Hans Steinmann für Ernst Vögelin, 1581

## Schriften
Für eine Gesamtübersicht siehe CERL Thesaurus, Das Tor zum gedruckten europäischen Kulturerbe, digital abgerufen am 24. August 2017  und OCLC WorldCat Identities, digital abgerufen am 24. August 2017 . Eine weitere Übersicht ist enthalten auf www.Gateway-Bayern.de digital, abgerufen am 30. März 2022.
Folgende Werke sind bedeutsam:
- Abdruck Eines Schreibens vnd einfeltigen berichts Wie bey vnsern tzeiten in diesen  geschwinden leufften Jn artikeln der Iustification, vnd des hochwirdigen  Sacramẽts des altars  ein rechtschaffner Christlicher Prediger  von den Gottlosen zu erkennen vnd zu vnterscheiden An die ...  Jungfer Lucia von Konningesmarcken Begebner  im Kloster Heiligen grabe. Drch Ernn Mattheusen Ludtken/ Thumherrn der Stifftkirchen Hauelbergk..  1567 (VD16 ZV 16731) digital
- Matthaeus LÜDKE, Christoph Philipp ZOTT, Johann MÜLLER et al. Auserlesene/ gantz herrliche vnd fröliche ausslegungen/ der fürnembsten/ tröstlichsten Stücke/ vber die Sontägliche vnd der Fest Euangelia/ Episteln S. Pauli/ vnd anderer Trostsprüche/ in heiliger Göttlicher Schrifft gegründet. Deren ein jeder Christ/ im Leben vnd Sterben/ zu förderst aber in den aller grössesten anfechtungen vnd schrecken des Gewissen/ Todes/ Teuffels/ Hellen/ vnd ewiger verdamnus sich nützlich vnd seliglich trösten vnd gebrauchen könne. Aus des Hocherleuchten Mannes Gottes D. Mart. Luthers seliger/ vnd anderer bewerten Kirchenlehrer/ dieser zeit ausgangenen Schrifften zusammen gezogen vnd auffgefasset. Daneben seind etzliche wenig/ jedoch herrliche Trostsprüche der alten Kirchenlehrer/ allein vor die jenigen welche Latein lesen vnd verstehen können/ mit vntermenget/ wie im nachfolgenden Blat zusehen iSt. Roman. IIII. Christvs Iesus traditus est propter peccata nostra, Л excitatus est propter iustificationem nostri. Gedruckt zu Rostock: durch Jakobum Lucium/ Siebenbürger, Anno, M.D.LXXII. [=1572].[22]
- Complet Gesang Simeonis des gerechten : Darinne die edle vnd güldene Sterbekunst, in vier Regeln kürtzlich verfasset ist, Leipzig 1581, (VD16 L 3182) (VD16 L 3184)    digital
- Historia von der erfindung, wunderwercken und zerstörung des vermeinten heiligen bluts zur Wilssnagk. Sampt den hierüber und dawider ergangenen schreiben allen liebhabern der göttlichen warheit und sonderlich der itzigen jugent zu gute mit grossem fleis zusamen getragen durch Mathaeum Ludecum., Wittenberg : Schleich, 1586  (VD16 L 3181)  (VD16 L 3182)digital digital
- Vesperale, et matutinale, hoc est, Cantica, hymni, et collectae, sive precationes ecclesiasticae, quae in primis et secundis vesperis, itemqúe matutinis precibus, per totius anni circulum, in ecclesijs ... cantari usitatè solent, notis ritè applicatae ... a Matthaeo Ludeco ... Prior Pars de tempore, Posterior Pars de Sanctis, Wittenberg 1589, mit Vorwort von David Chyträus, (VD16 L 3185) digital
- Missale, Hoc Est Cantica, Preces, Et Lectiones Sacræ, Qvæ Ad Missæ Officivm, Ex Pio Primævæ Ecclesiæ instituto, in templis Christianorum, cantari usitate solent, in communem Ecclesiæ Dei usum & utilitatem collectæ, ac in duas partes ordine distribute (Mitverfasser: Zacharias Lehmann; Samuel Selfisch), 1589 (VD16 L 3183) (VD16 ZV 21178) digital (Verlinktes Inhaltsverzeichnis von Pfr. Ulrich Terlinden hier)
- Psalterium Davidis, Prophetæ Ac Regis, Iuxta Veterem Translationem, Una cum Antiphonis Et Psalmorum Tropis : In septem partes, ad numerum dierum unius hebdomadae digestum, et ad matutinas, et vespertinas preces  accomodatum (Mitverfasser: Zacharias Lehmann; Samuel Selfisch, Wittenberg 1589  (VD16 ZV 1721)) digital.
- Coelestis sapientiae Trias: Kurtze und richtige anleitung zur Himlischen Weisheit …, Wittenberg 1599  (VD16 ZV 9942) digital (Verfasser auf der Haupttitelseite nicht genannt)
- Der Artickel Unsers Christlichen Glaubens Von Vergebung der sünden,   Einfeltig erkleret vnd ausgeleget Durch Matthaeum Ludecum, ThomDechanten der Bischoffli|chen Stifftkirchen Havelberg. Mit einer Vorrede des Herrn D. AEgidij Hunnij (Ägidius Hunnius der Ältere), Wittenberg  1599,  (VD16 ZV 9941) Digitalisat
- Das Vesperale et Matutinale des Havelberger Domdechanten Matthaeus Ludecus : Nachdruck eines lutherischen Offizienbuches von 1589 : Querfurt, Archiv der Evangelischen Kirchengemeinde St. Lamperti, Signatur F 4, eingeleitet und herausgegeben von Andreas Odenthal, Bonn 2007, ISBN 978-3-936741-56-8.